# Sawa Masakatsu
Sawa Masakatsu (澤 昌克 Sawa Masakatsu, sinh ngày 12 tháng 1 năm 1983) là một cầu thủ bóng đá người Nhật Bản. Anh thi đấu cho Kashiwa Reysol ở J1 League. Vị trí sở trường của anh là tiền vệ tấn công.

## Sự nghiệp
Ngày 13 tháng 9 năm 2006, anh trở thành cầu thủ ghi bàn người Nhật Bản đầu tiên tại Copa Sudamericana, khi ghi 1 bàn thắng cho Coronel Bolognesi vào lưới câu lạc bộ Chile Colo-Colo. Sau màn trình diễn ấn tượng cho Coronel Bolognesi và Deportivo Municipal, anh được mời thi đấu cho đội tuyển quốc gia Peru. Nhưng anh từ chối lời đề nghị và không muốn mất đi quốc tịch Nhật Bản. Vào tháng 7 năm 2008, anh gia nhập câu lạc bộ Nhật Bản Kashiwa Reysol, gần quê nhà của anh, Moriya.

## Thống kê câu lạc bộ
Cập nhật đến ngày 22 tháng 2 năm 2018.
| Thành tích câu lạc bộ | Thành tích câu lạc bộ | Thành tích câu lạc bộ | Giải vô địch | Giải vô địch | Cúp     | Cúp       | Cúp Liên đoàn | Cúp Liên đoàn | Châu lục | Châu lục  | Khác1   | Khác1     | Tổng cộng | Tổng cộng |
| Mùa giải              | Câu lạc bộ            | Giải vô địch          | Số trận      | Bàn thắng    | Số trận | Bàn thắng | Số trận       | Bàn thắng     | Số trận  | Bàn thắng | Số trận | Bàn thắng | Số trận   | Bàn thắng |
| --------------------- | --------------------- | --------------------- | ------------ | ------------ | ------- | --------- | ------------- | ------------- | -------- | --------- | ------- | --------- | --------- | --------- |
| 2005                  | Sporting Cristal      | Primera División      | 5            | 1            | –       | –         | –             | –             | –        | –         | –       | –         | 5         | 1         |
| 2006                  | Coronel Bolognesi     | Primera División      | 40           | 11           | –       | –         | –             | –             | –        | –         | –       | –         | 40        | 11        |
| 2007                  | Deportivo Municipal   | Primera División      | 38           | 10           | –       | –         | –             | –             | –        | –         | –       | –         | 3         | 0         |
| 2008                  | Cienciano             | Primera División      | 21           | 3            | –       | –         | –             | –             | 6        | 0         | –       | –         | 27        | 3         |
| 2008                  | Kashiwa Reysol        | J1 League             | 0            | 0            | 0       | 0         | 0             | 0             | –        | –         | –       | –         | 0         | 0         |
| 2009                  | Kashiwa Reysol        | J1 League             | 9            | 0            | 1       | 0         | 0             | 0             | –        | –         | –       | –         | 10        | 0         |
| 2010                  | Kashiwa Reysol        | J2 League             | 26           | 2            | 1       | 0         | –             | –             | –        | –         | –       | –         | 27        | 2         |
| 2011                  | Kashiwa Reysol        | J1 League             | 23           | 2            | 1       | 0         | 0             | 0             | –        | –         | 2       | 0         | 26        | 2         |
| 2012                  | Kashiwa Reysol        | J1 League             | 26           | 6            | 6       | 2         | 3             | 0             | 3        | 0         | 1       | 0         | 26        | 2         |
| 2013                  | Kashiwa Reysol        | J1 League             | 7            | 1            | 2       | 0         | 2             | 0             | 2        | 0         | –       | –         | 13        | 1         |
| 2014                  | Deportivo Municipal   | Segunda División      | 30           | 12           | –       | –         | –             | –             | –        | –         | –       | –         | 30        | 12        |
| 2015                  | Deportivo Municipal   | Primera División      | 29           | 5            | –       | –         | –             | –             | –        | –         | –       | –         | 29        | 5         |
| 2016                  | Deportivo Municipal   | Primera División      | 35           | 4            | –       | –         | –             | –             | –        | –         | –       | –         | 35        | 4         |
| 2017                  | Deportivo Municipal   | Primera División      | 21           | 0            | –       | –         | –             | –             | –        | –         | –       | –         | 21        | 0         |
| Tổng                  | Tổng                  | Tổng                  | 310          | 57           | 11      | 2         | 5             | 0             | 11       | 0         | 3       | 0         | 340       | 59        |

1Bao gồm Giải bóng đá Cúp câu lạc bộ thế giới và Siêu cúp Nhật Bản.